# Duisans
Duisans település Franciaországban, Pas-de-Calais megyében. Lakosainak száma 1393 fő (2022. január 1.). Duisans Étrun, Marœuil, Warlus, Agnez-lès-Duisans, Anzin-Saint-Aubin, Arras és Dainville községekkel határos.

## Népesség
A település népességének változása:
| Lakosok száma | 1228 | 1266 | 1407 | 1309 | 1323 | 1347 | 1374 | 1383 | 1393 |
|               | 2013 | 2015 | 2016 | 2017 | 2018 | 2019 | 2020 | 2021 | 2022 |